# Média metálica

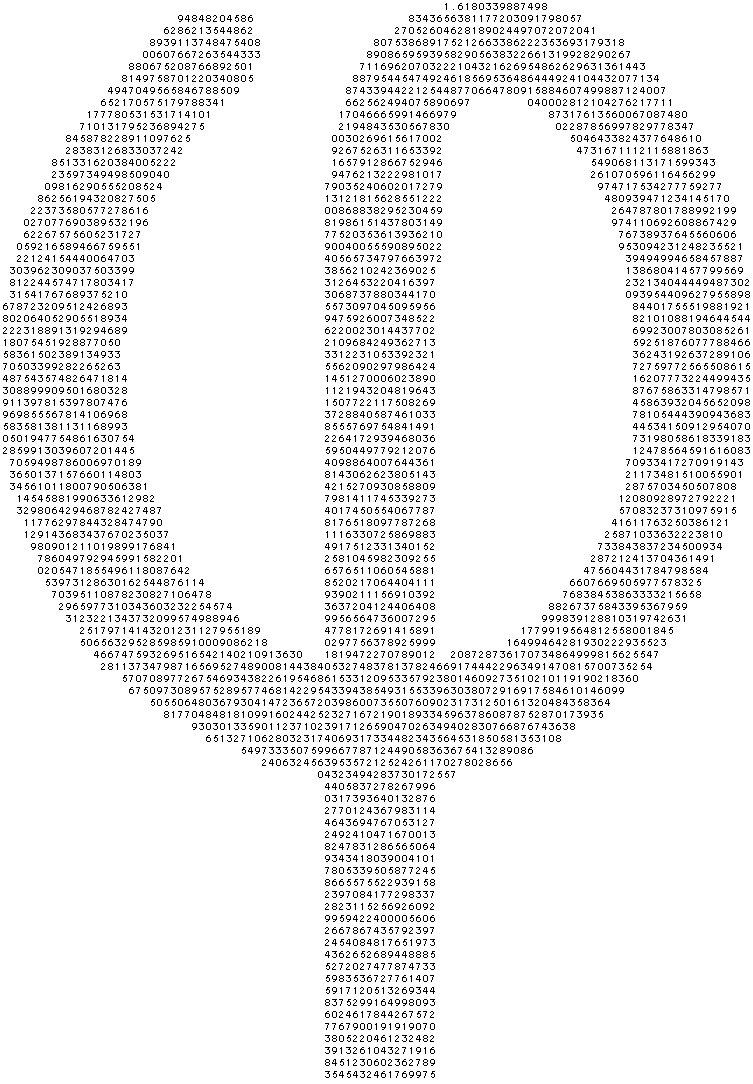
Símbolo do número de ouro, um dos principais números metálicos.

A média metálica, conhecida também como número metálico (ou com menos frequência, média de prata), é a forma mais simples das frações contínuas representadas  por:
{\displaystyle n+{\cfrac {1}{n+{\cfrac {1}{n+{\cfrac {1}{n+{\cfrac {1}{n+\ddots \,}}}}}}}}=[n;n,n,n,n,\dots ]={\frac {1}{2}}\left(n+{\sqrt {n^{2}+4}}\right)\,}
Na qual n é um número natural (em linguagem matemática: {\displaystyle n\in \mathbb {N} }). A proporção áurea (φ = 1,618033989) é a média metálica de 1, bem como a proporção de prata ({\displaystyle \delta _{S}} = 2,414213562) é a média metálica de 2. Embora não tão comuns, são utilizados também os nomes número de bronze, número de cobre, número de níquel e número de platina para representar as médias metálicas de 3, 4, 5 e 6, respectivamente. O termo "metálico" provém dessa denominação.
Ao lado, podemos ver uma tabela com os valores dos números metálicos de 0 a 10, com uma precisão de 9 algarismos significativos, além de seus valores na forma de radical.

## Definição
Cada número metálico pode ser descrito como a solução positiva da Equação do Segundo Grau a seguir:

onde n é um número inteiro positivo qualquer.
Esta raiz será a média metálica do número n, descrita por {\displaystyle [n;n,n,n,...]}.
Assim, por exemplo, pode-se afirmar com segurança que
é um número metálico pois é solução da equação {\displaystyle x^{2}-48x=1,\,}, o que pode ser facilmente averiguado fazendo uso da Fórmula de Bháskara. Ademais, podemos concluir que se trata do 48º número metálico, ou da média metálica de 48. Este valor é aproximadamente 48,0208243. 

## Características dos números metálicos notáveis
Assim como o número de ouro tem relação com o pentágono (pela razão {\displaystyle {\frac {\text{Diagonal}}{\text{Lado}}}}), o número de prata tem relação com o octógono (também pela razão {\displaystyle {\frac {\text{Diagonal}}{\text{Lado}}}}). A razão áurea está conectada com os Números de Fibonacci, e o número de prata tem uma estreita relação com os Números de Pell. 
Por propriedades advindas de suas relações com essas sequências, podemos dizer que cada número de Fibonacci é a soma do número anterior multiplicada por 1 adicionado do número antes desse,e cada número de Pell é a soma do número anterior multiplicada por 2 adicionado do número antes desse. A razão entre dois números de Fibonacci consecutivos converge para a razão áurea, bem como a razão entre dois números de Pell consecutivos converge para a razão de prata. 

## Propriedades

Se removermos o maior quadrado possível do retângulo de ouro, obteremos um quadrado com o lado sendo o número de ouro; Se removermos o maior quadrado possível do retângulo de prata, obteremos um quadrado com o lado sendo o número de prata; Se removermos o maior quadrado possível do retângulo de bronze, obteremos um quadrado com o lado sendo o número de bronze.

As propriedades são válidas apenas para números inteiros m, para números não-inteiros as propriedades são similares mas são sutilmente diferentes em alguns quesitos.  
A propriedade para potências do número de prata são consequências das propriedades das potências dos números metálicos. Para o número metálico S de m, essa propriedade pode ser descrita como uma recorrência linear de segunda ordem, possibilitando ser generalizada como
{\displaystyle \!\ S_{m}^{n}=K_{n}S_{m}+K_{(n-1)}}
onde
{\displaystyle \!\ K_{n}=mK_{(n-1)}+K_{(n-2)}.}
Utilizando as condições iniciais K0 = 1 e K1 = m, essa relação de recorrência se transforma em
{\displaystyle \!\ K_{n}={\frac {1}{\sqrt {m^{2}+4}}}{(S_{m}^{n+1}-{(m-S_{m})}^{n+1})}.}
As potências dos números metálicos também possuem outras propriedades interessantes:
Se n é um número inteiro positivo:
{\displaystyle \!\ {S_{m}^{n}-\lfloor S_{m}^{n}\rfloor }=1-S_{m}^{-n}.}
Além disso,
{\displaystyle \!\ {1 \over {S_{m}^{4}-\lfloor S_{m}^{4}\rfloor }}+\lfloor S_{m}^{4}-1\rfloor =S_{(m^{4}+4m^{2}+1)}}
{\displaystyle \!\ {1 \over {S_{m}^{6}-\lfloor S_{m}^{6}\rfloor }}+\lfloor S_{m}^{6}-1\rfloor =S_{(m^{6}+6m^{4}+9m^{2}+1)}.}
Tem-se também que:
{\displaystyle \!\ S_{m}^{3}=S_{(m^{3}+3m)}}
{\displaystyle \!\ S_{m}^{5}=S_{(m^{5}+5m^{3}+5m)}}
{\displaystyle \!\ S_{m}^{7}=S_{(m^{7}+7m^{5}+14m^{3}+7m)}}
{\displaystyle \!\ S_{m}^{9}=S_{(m^{9}+9m^{7}+27m^{5}+30m^{3}+9m)}}
{\displaystyle \!\ S_{m}^{11}=S_{(m^{11}+11m^{9}+44m^{7}+77m^{5}+55m^{3}+11m)}.}
Generalizando:
{\displaystyle \!\ S_{m}^{2n+1}=S_{\sum _{k=0}^{n}{{2n+1} \over {2k+1}}{{n+k} \choose {2k}}m^{2k+1}}.}

Um triângulo de ouro. A razão a:b é equivalente ao número de ouro φ. Num triângulo de prata ele é equivalente a δ_{S}.

O número metálicoS de m também tem a propriedade seguinte:
{\displaystyle \!\ 1/S_{m}=S_{m}-m}
O que significa que o inverso de um número metálico tem a mesma parte decimal de seu correspondente número metálico. Matematicamente, temos:
{\displaystyle \!\ S_{m}=\lfloor S\rfloor +{S}}
Para facilitar o desenvolvimento do raciocínio, seja {\displaystyle a=\lfloor S\rfloor } e {\displaystyle b={S}}. Então, a propriedade seguinte pe verdadeira:
{\displaystyle \!\ S_{m}^{2}=a^{2}+mb+1.}
Isso ocorre porque para todo m maior que 0 ({\displaystyle \forall m>0}), a parte inteira de Sm = m, a = m. Para m > 1, temos então:
{\displaystyle \!\ S_{m}^{2}=ma+mb+1}
{\displaystyle \!\ S_{m}^{2}=m(a+b)+1}
{\displaystyle \!\ S_{m}^{2}=m(S_{m})+1.}
Portanto ({\displaystyle \therefore }), concluímos que a média metálica de m é solução da equação
{\displaystyle \!\ x^{2}-mx-1=0.}
Também é importante e útil perceber que o número metálico S de −m é o inverso do número metálico S de m. Matematicamente:
{\displaystyle \!\ 1/S_{m}=S_{(-m)}=S_{m}-m.}
Outro resultado interessante pode ser obtido mudando ligeiramente a fórmula do número metálico. Se considerarmos o número
{\displaystyle \!\ {\frac {1}{2}}\left(n+{\sqrt {n^{2}+4c}}\right)=R}
segue que as seguintes propriedades também são verdadeiras:
{\displaystyle \!\ R-\lfloor R\rfloor =c/R} de c é real ({\displaystyle c\in \mathbb {R} }),
{\displaystyle \!\ \left({1 \over R}\right)c=R-\lfloor \operatorname {Re} (R)\rfloor } se c é um número complexo ({\displaystyle c\in \mathbb {C} }) com parte real nula, ou seja na forma c = ki, para todo k inteiro positivo ({\displaystyle \forall k\in \mathbb {Z} }).
O número metálico de m também pode ser obtido a partir da integral  
{\displaystyle S_{m}=\int _{0}^{m}{\left({x \over {2{\sqrt {x^{2}+4}}}}+{{m+2} \over {2m}}\right)}\,dx.}

## Representações
Além da forma clássica de apresentação, as médias metálicas podem ser representadas de outros modos.
De forma alternativa, pode-se dizer utilizando os radicais contínuos  que o número metálico S de m é dado por
Podemos representar as médias metálicas da seguinte maneira: 

### Número dePlatina:S:2,2=2+22+22+22+⋯.{\displaystyle S:2,2={\sqrt {2+2{\sqrt {2+2{\sqrt {2+2{\sqrt {2+\cdots }}}}}}}}\,.}
Os números metálicos também podem ser representados utilizando fração contínua e sua representação na forma reduzida.

## Números metálicos naGeometria

### Poliedros

Retângulos de ouro num icosaedro

Os números metálicos têm grande importância em diversas construções geométricas. Na Geometria Espacial, por exemplo, pode-se perceber diversas propriedades relacionadas a esses números. Para ilustrar isso, podemos citar o caso da presença de retângulos de ouro no 5º Poliedro de Platão (Icosaedro - poliedro regular que é composto por 20 faces triangulares idênticas).

### Espiral de ouro
A espiral de ouro é uma espiral logarítmica cujo fator de crescimento b está relacionado a φ, a média metálica de 1. Mais especificamente, a espiral de ouro fica mais larga (cada vez mais a partir de sua origem) para um fator de &phi a cada quarto de volta que ela dá.
A equação polar para a espiral de ouro é a mesma d outras espirais logarítmicas, mas como o valor especial de b: 
{\displaystyle r=ae^{b\theta }\,}
ou
{\displaystyle \theta ={\frac {1}{b}}\ln(r/a),}
sendo e a base do logaritmo natural (também chamado de logaritmo neperiano em homenagem a John Napier), a uma constante real positiva arbitrária e b tal que θ seja um ângulo reto (perpendicular, formando 90°), o que descreve um quarto de volta em qualquer direção: 
{\displaystyle e^{b\theta _{\mathrm {direita} }}\,=\varphi }
Portanto, b é dado por
{\displaystyle b={\ln {\varphi } \over \theta _{\mathrm {direita} }}}
O valor numérico de b depende se o ângulo reto está descrito em graus (como 90°) ou em radianos (como π/2). Uma vez que o ângulo pode estar em qualquer direção, é absolutamente fácil deduzir a fórmula para o valor absoluto de b (isto é,  b  também pode ser o negativo deste valor):
{\displaystyle |b|={\ln {\varphi } \over 90}=0{,}0053468\,} para θ em graus;
{\displaystyle |b|={\ln {\varphi } \over \pi /2}=0{,}306349\,} para θ em radianos.
{\displaystyle r=ac^{\theta }\,}
onde a constante c é dada por:
{\displaystyle c=e^{b}\,}

Representação da espiral de ouro.

Para o qual a espiral de ouro nos dá esses valores para c':
{\displaystyle c=\varphi ^{\frac {1}{90}}=1{,}0053611}
e
{\displaystyle c=\varphi ^{\frac {2}{\pi }}=1{,}358456}

### Áreas de figuras planas
Os números metálicos também tem uma curiosa é íntima relação com as áreas de polígonos convexos regulares. 

#### Pentágono Regular
A Área de um pentágono regular pode ser representada em função da média metálica de 1 (no caso, o número de ouro). Temos:

Sendo A a área do pentágono.

#### Octógono Regular
A Área de um pentágono regular pode ser representada em função da média metálica de 2 (no caso, o número de prata). Temos: 

Sendo A a área do octógono.

## Números metálicos naTrigonometria
Os números metálicos também estão presentes em diversos valores utilizados nas principais relações trigonométricas (seno, cosseno e tangente).
Podemos citar os seguintes valores trigonométricos:
{\displaystyle \operatorname {sen} \left({\frac {\pi }{8}}\right)={\frac {1}{\sqrt {2(1+\delta _{S})}}}}
{\displaystyle \cos \left({\frac {\pi }{8}}\right)={\frac {\sqrt {1+\delta _{S}}}{2}}}
{\displaystyle \tan \left({\frac {\pi }{8}}\right)={\frac {\sqrt {2}}{1+\delta _{S}}}}
{\displaystyle \operatorname {sen} \left({\frac {\pi }{5}}\right)={\frac {\sqrt {\varphi (4-\varphi )-{\frac {4}{\varphi }}}}{2}}}
{\displaystyle \tan \left({\frac {\pi }{5}}\right)={\sqrt {\frac {5}{4\varphi +3}}}}